# Szpital św. Łazarza we Lwowie
Szpital św. Łazarza we Lwowie jest położony przy ul. Kopernika 27 (ukr. Коперника, 27), obok kościoła pw. św. Łazarza. Szpital powstał z fundacji bezdzietnego małżeństwa: wybitnego lwowskiego XVII-wiecznego architekta włoskiego pochodzenia Ambrożego Nutclaussa i Zuzanny Brzeskiej, którzy w 1621 r. przekazali cały swój majątek na budowę kościoła i szpitala dla ubogich. Jako pierwszy został wybudowany w 1621 r. szpital św. Łazarza. Przetrwał on aż do czasów międzywojennych, kiedy mieścił się w nim przytułek dla starców. Szpital został wzniesiony na Przedmieściu Halickim, na wzgórzu nad drogą Sokilnycką (później ul. św. Łazarza, od XIX w. – ul. Kopernika) i został otoczony murem. Miał charakter obronny, podobnie jak i inne lwowskie budynki położone poza murami miejskimi. Najstarsze budynki szpitalne przylegają do kościoła od strony południowej i północnej. W XVIII – XIX w. dobudowano jeszcze kilka budynków szpitala i nadbudowano budynki starego schroniska. Od końca XVIII w. władze austriackie przeznaczyły szpital wyłącznie do utrzymania tam niewidomych kobiet i mężczyzn a zarządzanie szpitalem powierzono magistratowi miasta Lwowa.